# Death Blooms
«Death Blooms» es un sencillo de la banda estadounidense Mudvayne, lanzado en 2000. Hace parte del primer álbum de estudio L.D. 50. Contiene cuatro minutos y cincuenta y dos segundos de duración y fue producido por Garth Richardson bajo el sello discográfico Epic Records. La canción fue escrita por Chad Gray, Ryan Martinie, Matt McDonough y Greg Tribbett.
El vídeo del sencillo tuvo una amplia difusión en la cadena MTV. Aparece la señora Betty Rae, abuela de Chad Gray, vocalista principal de la banda; la señora Rae falleció en 2005, cinco años después del lanzamiento del sencillo. La canción también fue la banda sonora de la película Gekitotsu!! 100 oku power no senshitachi.
El video de la canción es dirigido y conceptualizado por Thomas Mignone y se estrenó en dos sitios: en un hospital psiquiátrico ubicado en Staten Island, NY (también utilizado en la película La escalera de Jacob), donde los cuatro miembros están tocando con sus instrumentos; y una playa aparentemente mística en una parte remota de Malibu, CA, donde una vieja y frágil mujer está pasando por la transición a la vida futura, y es ayudada por una niña (la versión más joven de la mujer de más edad). Después de esto, el vocalista Chad Gray pasa al cielo.

## Posicionamiento
| Lista                  | Posición |
| ---------------------- | -------- |
| Mainstream Rock Tracks | 32       |